# Kitty Hauser
Pour les articles homonymes, voir Hauser.
Kitty Hauser, née en 1971, est une historienne, historienne de l'art, critique d'art et chercheuse associée. Elle est notamment connue pour ses écrits sur O. G. S. Crawford, Francis Bacon et Stanley Spencer.

## Biographie
Kitty Hauser, née en 1971, est titulaire d'un doctorat en histoire moderne de l'Université d'Oxford.
Après l’obtention d’une bourse de recherche doctorale à la université de Cambridge, elle enseigne à la Ruskin School of Art (en) et au London College of Fashion (en). Elle vit à Sydney, où elle est chargée de recherche au Power Institute de l'université.

## Publications
L'historienne Kitty Hauser écrit sur la photographie aérienne et l'imagination aérienne dans la peinture aborigène.
Elle est l'auteure d'une étude sur la photographie archéologique des années 1920 à 1950 intitulé Neo-Romanticism may be thought of as a way of seeing as well as a style.
Son livre Shadow Sites, publié en 2007, explore les attitudes de Crawford à l'égard de la photographie et du paysage en se référant aux artistes modernistes et néo-romantiques tels que John Piper, Paul Nash et Geoffrey Grigson (en). « L’historienne Kitty Hauser rend compte magnifiquement du développement de la photographie aérienne, de l’impact qu’elle a eu sur l’archéologie et de la façon dont cela a influencé les artistes et leurs relations au paysage ».
Elle publie en 2008 une biographie populaire de Crawford intitulée Bloody Old Britain : O.G.S. Crawford and the Archaeology of Modern Life,.
Elle est l'auteure du livre Ça, c'est Bacon. Selon l'article de Frances Spalding dans le Guardian, Kitty Hauser présente des faits scandaleux sur la vie de Francis Bacon, ainsi que des observations sur son art, de manière concise et percutante.
Elle publie aussi un ouvrage sur Stanley Spencer.

## Critique et citations
Kitty Hauser a utilement souligné les parallèles entre la résurgence d'une « imagination archéologique » due aux nouvelles cartes historiques produites par la photographie aérienne entre 1935 et 1942, alors qu'Eliot travaillait sur Quatre Quatuors et son intérêt poétique pour l'enracinement de l'histoire dans le paysage.
Elle a défini la « topophilie » en relation avec une génération d'artistes et d'écrivains britanniques des années 1930 et 1940 comme nécessitant « une imagination visuelle, mais aussi une vision volontairement paroissiale et une réticence à s'engager dans les forces homogénéisantes de la modernité urbaine ».
Selon Kitty Hauser, l'archéologie constitue « une analogie flexible pour la découverte à la fois littérale et métaphorique d'un passé ancré dans le paysage britannique ».